# LEG – Phoenix und Adler II
Die Lokomotiven Phoenix und Adler II der Königlich privilegierten Ludwigs-Eisenbahn-Gesellschaft (LEG) waren Dampflokomotiven der Achsfolge  1A1.

## Geschichte
1853 stellte die LEG mit der Phoenix ihre nach Adler, Pfeil und Nürnberg-Fürth insgesamt vierte Lokomotive in Dienst. Sie war ebenso wie die ein Jahr zuvor von Henschel gelieferte Nürnberg-Fürth von kurzer und gedrungener Bauweise, da die vorhandenen Drehscheiben keinen größeren Achsstand zuließen. Das Güterverkehrsaufkommen an der „Fürther Kreuzung“ mit der Bahnstrecke Nürnberg–Bamberg–Hof konnte bald nach deren Eröffnung von den mit Pferden bespannten Zügen nicht mehr bewältigt werden und der ältere Adler war für derart schwere Züge nicht geeignet. Deshalb wurde 1857 eine weitere, der Phoenix baugleiche und ebenfalls von J.A. Maffei hergestellte Lokomotive beschafft, die den Namen Adler II erhielt. Die Zweitbesetzung des Namens war möglich, da der ursprüngliche Adler 1857 ausgemustert worden war.
1861 trat ein Engpass auf, als beim Adler II während der Fahrt ein Zylinder brach. Gleichzeitig befand sich die Nürnberg-Fürth für längere Zeit zur Reparatur in München. Daher musste die Phoenix für längere Zeit den Verkehr alleine bewältigen.
1888 zeigten die drei ältesten noch im Betrieb stehenden Lokomotiven der LEG, neben Phoenix und Adler II war dies die Nürnberg-Fürth, so starke Schäden, dass sie 1889 ausgemustert und durch die neue Lokomotive Nürnberg-Fürth II ersetzt wurden.